# La Rue Kétanou
La Rue Kétanou ist eine französische Musikgruppe, die Elemente des Folk, Reggae, Pop und der Straßenmusik miteinander verbindet.
Ihr Name ist eine Verballhornung des französischen Satzes „La rue qui est à nous“, was so viel bedeutet wie „Die Straße, die uns gehört“.

## Geschichte der Band
La Rue Kétanou besteht aus den drei Musikern Florent Vintrigner, Olivier Leite und Mourad Musset, die sich am Théâtre du fil in Paris kennenlernten. Die Gruppe begann ihre Karriere als Straßenmusiker, vorwiegend in La Rochelle und auf der île de Ré, wo sie ihre Auftritte als eine Mischung aus musikalischer Darbietung und Straßentheater gestalteten. Das Motto dieser ersten Auftritte lautete „C'est pas nous qui sommes à la rue, c'est la Rue Kétanou!“ (ein Wortspiel mit mehreren Bedeutungen, etwa: „Nicht wir gehören der Straße / sitzen auf der Straße (im Sinne von wohnungslos, arbeitslos) / sind durch den Wind, sondern die Straße gehört uns!“).
Nach einiger Zeit, in der die Gruppe vorwiegend auf der Straße und in kleineren Clubs und Bars aufgetreten war, lernten sie Bibou, ein Mitglied der Gruppe Tryo kennen, der ihnen anbot im Vorprogramm seiner Gruppe aufzutreten und ihnen darüber hinaus noch ihren ersten Plattenvertrag beschaffte. 
Ihr erstes Album, En attendant les caravanes, erschien im Januar 2001. Darauf folgten diverse Konzerte und Auftritte auf Festivals, bis sie schließlich bereits 2002 ihr nächstes Album Y'a des cigales dans la fourmilière („Es sind Zikaden im Ameisenhügel“) herausbrachten. 2004 erschien das Livealbum Ouvert à double tour, wonach Gerüchte über eine Trennung der Gruppe laut wurden. Offiziell befand sich die Gruppe jedoch nur in einer Schaffenspause, die die einzelnen Mitglieder für die Arbeit an eigenen Projekten nutzten. 
Nach einer Pause von zwei Jahren traten sie im Sommer 2007 wieder bei einem guten Dutzend Konzerte auf. Dabei gaben sie auch einige neue Lieder zum Besten und verkündeten mehrfach, dass sie mit der Produktion eines neuen Albums beschäftigt seien. Es erschien 2009 unter dem Titel "A contresens".

## Mitglieder
- Florent Vintrigner: Akkordeon, Gitarre, Mundharmonika, Gesang
- Olivier Leite: Gitarre, Gesang
- Mourad Musset: Gitarre, Gesang

## Diskografie
| Jahr | Titel                               | Höchstplatzierung, Gesamtwochen, AuszeichnungChartplatzierungen (Jahr, Titel, Platzierungen, Wochen, Auszeichnungen, Anmerkungen) | Höchstplatzierung, Gesamtwochen, AuszeichnungChartplatzierungen (Jahr, Titel, Platzierungen, Wochen, Auszeichnungen, Anmerkungen) | Höchstplatzierung, Gesamtwochen, AuszeichnungChartplatzierungen (Jahr, Titel, Platzierungen, Wochen, Auszeichnungen, Anmerkungen) | Anmerkungen |
| Jahr | Titel                               | CH | BEW | FR | Anmerkungen |
| ---- | ----------------------------------- | --- | --- | --- | ----------- |
| 2001 | En attendant les caravanes          | — | — | — |             |
| 2002 | Y’a des cigales dans la fourmilière | — | — | FR32 Gold · (21 Wo.)FR |             |
| 2004 | Ouvert à double tour …              | — | — | FR22 (21 Wo.)FR |             |
| 2009 | à contre sens                       | — | — | FR12 (31 Wo.)FR |             |
| 2011 | La Rue Kétanou et le Josem          | — | — | FR75 (15 Wo.)FR |             |
| 2014 | Allons voir                         | — | BEW178 (1 Wo.)BEW | FR16 (17 Wo.)FR |             |
| 2020 | 2020                                | CH89 (1 Wo.)CH | — | FR41 (6 Wo.)FR |             |
| 2021 | A cru                               | — | — | FR130 (1 Wo.)FR |             |